# Euphyia concordata
Euphyia concordata är en fjärilsart som beskrevs av Walker 1862. Euphyia concordata ingår i släktet Euphyia och familjen mätare. Inga underarter finns listade i Catalogue of Life.